# Salvador Reguant i Serra
Salvador Reguant i Serra (Súria, Bages, 24 de desembre de 1928 - Barcelona, Barcelonès, 23 de febrer de 2016) fou un geòleg i estratígraf català.

## Biografia
Fou membre de l'Institut d'Estudis Catalans (1986) i de la Reial Acadèmia de Ciències i Arts de Barcelona (RACAB) (1991), president de la Divisió de Ciències Experimentals i Matemàtiques de la Universitat de Barcelona (1986-1989), degà de la Facultat de Geologia de la mateixa universitat (1978-1984), membre de la “Comissió per l'Estímul de la Cultura Científica” de la Generalitat de Catalunya (1989), membre de la International Subcomission on Stratigraphic Classification (1975), membre de la International Subcomission on Paleogene Stratigraphy (1976-1980) i president de la Institució Catalana d'Història Natural (1984-1986).
Acabada la carrera eclesiàstica, s'ordenà sacerdot el 1953. Poc després ingressà a la Universitat de Barcelona, on el 1957 obtingué la llicenciatura en ciències geològiques. Nou anys després presentà la tesi de doctorat a la Universitat d'Oviedo (1966). Des de l'any de la llicenciatura, però, impartia al Seminari de Vic. En aquesta institució hi explicà metodologia (entre 1958 i 1963), ciències naturals (1962-1965), física i química (entre 1961 i 1968), història natural (1958-1959), geografia i història (1961-1962), matemàtiques (1958-1968) i teologia (1958-1959).
Paral·lelament, ensenyà disciplines similars en altres centres educatius de Vic, com ara el http://www.santmiqueldelssants.cat/, l'Escorial, el Pare Coll i l'Escola de Treball.
Més enllà de l'ensenyament, és d'aquesta època el seu treball en el Patronat d'Estudis Osonencs i en la revista Ausa. A partir de l'any 1960 començà la seva col·laboració, amb estades i investigacions, al Muséum National d'Historie Naturelle de París. Després de ser col·laborador científic (1963-1972) al CSIC, entrà de professor a la Universitat de Barcelona (1972), d'on va ser catedràtic d'estratigrafia i de geologia històrica. Les seves investigacions en estratigrafia s'han centrat en l'anàlisi de la sedimentació marina paleògena sudpirinenca, una mostra divulgativa de la qual és el llibre Geologia de la plana de Vic , publicat conjuntament amb Pere Busquets i Miquel Vilaplana i editat pel Patronat d'Estudis Osonencs (1986).
També ha treballat en paleontologia, principalment en els briozous.
És autor de dos-cents títols que abracen bàsicament temes d'investigació científica en aquests terrenys, sense descuidar l'alta divulgació i la inquietud pels aspectes pedagògics. Tot i que es pot trobar el recull bibliogràfic de les seves publicacions en el llibre Homenatge al Dr. Salvador Reguant i Serra per la seva trajectòria professional i social , no podem deixar de mencionar Geologia històrica  (Ketres, Barcelona 1986), el primer manual en català de geologia històrica. Salvador Reguant ha tingut un paper clau en la creació de la Universitat de Vic i de les institucions anteriors: els Estudis Universitaris de Vic i l'Escola Universitària de Mestres d'Osona.